# 三浦環
三浦 環（みうら たまき、1884年（明治17年）2月22日 - 1946年（昭和21年）5月26日）は、東京府東京市京橋区（現：東京都中央区京橋）出身の日本の女性歌手。
出生名：柴田 環（しばた たまき）。日本で初めて国際的な名声をつかんだオペラ歌手として知られる。十八番だったジャコモ・プッチーニの「蝶々夫人」にある“蝶々さん”と重ね合わされて「マダム・バタフライ」と称され、国際的に広く知られた。

## 生涯

### 生い立ち
1884年（明治17年）2月22日に東京府東京市京橋区（現：東京都中央区京橋）で生まれる。父親は静岡県城東郡下朝比奈村（現：御前崎市）出身で公証人である柴田孟甫（本名：熊太郎）、母は城東郡小沢村（現：菊川市）出身の永田登波で、3歳から日本舞踊を、6歳から長唄と箏を習い始める。東京・虎ノ門の東京女学館へ入学後、東京音楽学校（現：東京芸術大学音楽学部）出身の教師である杉浦チカから音楽家になることを勧められ、1900年（明治33年）に東京音楽学校へ入学する。瀧廉太郎からピアノを、幸田延から声楽を学び、ヴァイオリンをアウグスト・ユンケルに師事するようになり、私生活では入学直前に父・孟甫の勧めで陸軍の三等軍医正である藤井善一と結婚（7年後に離婚）する。

### 日本人初のオペラ
東京音楽学校在学中の1903年（明治36年）7月23日に旧東京音楽学校奏楽堂で、日本人の手によって初めて開催されたオペラ公演に出演して成功を収める。1904年（明治37年）に東京音楽学校を卒業後は、奨学金を得て研究科へ進むと同時に「授業補助」の辞令を受けて声楽の講師を担当するようになる。環はのちに助教授となり、この間に山田耕筰らを指導した。1911年（明治44年）には帝国劇場に所属してレコードへの吹き込みを初めて行い、プリマドンナとして活躍する。このレコードでは日本で数多くの声楽家を育成したイタリア人テノール歌手で、環も師事していたアドルフォ・サルコリと共にオペラ「カヴァレリア・ルスティカ―」の一部も吹き込み、これが日本における本格的なクラシック音楽の最初のレコードとされている。また、環が「蝶々夫人」の楽譜を最初に受け取ったのもサルコリである。

### 欧米各国での活躍

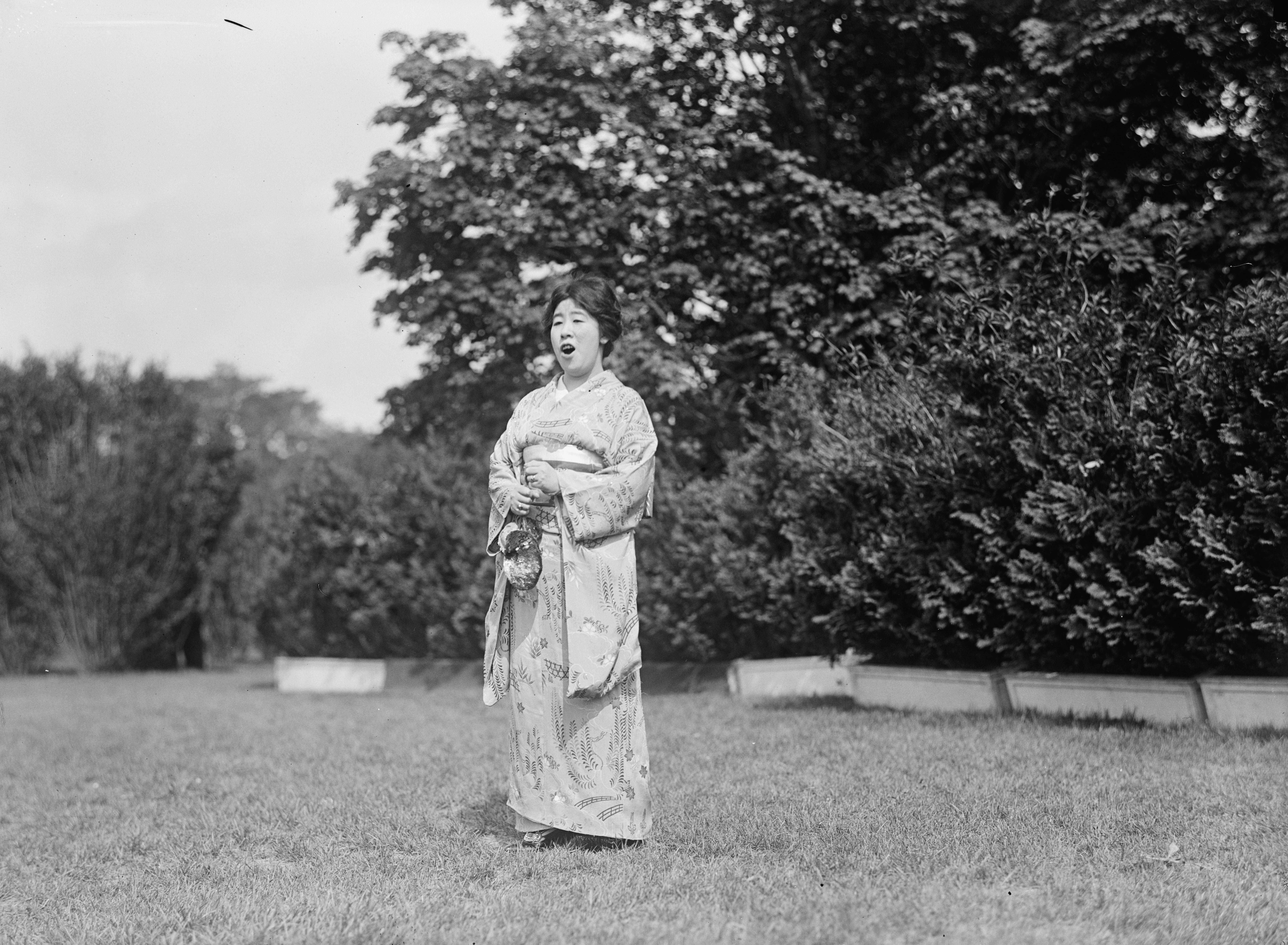
1917年

1907年（明治40年）に離婚していた環は、1913年（大正2年）に両親と出身地が同じ静岡県の医師（東京帝国大学医科附属医院の内科副手を経てシンガポールの三井経営ゴム植林地嘱託医）である三浦政太郎と再婚し、1914年（大正3年）に政太郎と共にドイツへ留学する。しかし同年に勃発した第一次世界大戦の戦火を逃れるためにイギリスへ移動。
1915年（大正4年）5月31日、ロンドンのオペラハウスで日本人女性初のプリマドンナとして「蝶々夫人」を演じて好評を博す。同年、イギリスでの成功を受けて環は帰国せずに、そのままアメリカへ向かい、ボストンで初めて「蝶々夫人」を演じると好意的な批評を受け、そのままピエトロ・マスカーニの「イリス」をニューヨーク、サンフランシスコ、シカゴなどアメリカ各地で演じ、いずれも大成功を収めた。環は、メトロポリタン歌劇場へ最初に迎えられた日本人歌手である。その後はヨーロッパへ戻り、ロンドンで現地の歌劇団であるトマス・ビーチャム歌劇団と共演した。
1918年（大正7年）に再びアメリカで「蝶々夫人」とアンドレ・メサジェの「お菊さん」を上演するが、後者は「『蝶々夫人』の焼き直しに過ぎない」と不評だった。それでも、日本のレコード会社だけではなくアメリカコロムビア社でリボンレーベルのレコードを録音して発売するなど精力的に活動を続け、1920年（大正9年）には再々度ヨーロッパへ戻り、モンテカルロ・バルセロナ・フィレンツェ・ローマ・ミラノ・ナポリの各地にある歌劇場で公演を開く。1922年（大正11年）に帰国後は長崎県長崎市に留まり、「蝶々夫人」とゆかりの土地を訪ね歩き、演奏会を開催した。同年に発売したレコードも大ヒットし、同年11月の時点では東京市だけで約8万枚を売り上げた。
1924年（大正13年）に渡米後はサン・カルロ・オペラ団に出演し、1925年（大正14年）にはシカゴへ向かい、アルド・フランケッティから献呈された「浪子さん」を演じる。その後はイタリアで歌手活動を続け、1935年（昭和10年）にはシチリア島パレルモで「蝶々夫人」出演通算2000回の大記録を達成した。

### 永住帰国
シチリア島パレルモで「蝶々夫人」出演通算2000回を達成した環は永住帰国を決断し、1935年（昭和10年）11月に帰国する。
1936年（昭和11年）6月26・27日に、東京・歌舞伎座において開催された原語（イタリア語）による「蝶々夫人」公演に出演し、これが自身通算2001回目の出演となった。これ以降は日本国内の各地でオペラへの出演やリサイタルの開催、レコーディングを行っていった。なお、「蝶々夫人」は自身による日本語訳の歌詞にて上演したこともあった。
しかし、1941年（昭和16年）以降は太平洋戦争（第二次世界大戦）が勃発し、戦火が激しくなった1944年（昭和19年）からは山梨県中野村（現：山中湖村）の山中湖へ疎開する。環は同じく疎開した母・登波の看病を続けながら疎開先へピアノを持ち込み、地元の住民らと気さくに交流を楽しんだり、同じく疎開してきた多くの文化人らとの語らいを楽しんでいた。また、子供好きであることから近所の子供たちに歌を教えるなど、充実した日々を送っていた。

### 終戦、死去
太平洋戦争の終戦から4ヶ月ほどが経過した1945年（昭和20年）12月1日と7日に日比谷公会堂で開催されたリサイタルでは、フランツ・シューベルト作曲の「冬の旅」全24曲を昼と夜の2回ずつ計4回開催した。この一連の公演では、自身が疎開中に翻訳した日本語の歌詞が用いられている。
1946年（昭和21年）になると膀胱癌のために周囲から見ても明らかなほど衰弱し始め、同年3月には大東学園病院に入院した。既に一人では歩けない身体となっていたが、同年3月21日に日比谷公会堂で行われたシューベルトの歌曲集「美しき水車小屋の娘」全20曲のリサイタルを開催したほか、4月にはNHKからの依頼を受けて計3回の録音を行った。
NHKにおける3回目の録音から9日後の4月25日、大東学園病院から東京帝国大学（現：東京大学）付属病院へ転院した。手術の可能性を探りたいという医師側の意向によって転院が決まったもので、レントゲン検査を受けていたが5月22日に容態が急変して危篤状態に陥り、その4日後の5月26日午前5時20分に息を引き取った。62歳没。なお、死の2日前（5月24日）には昏睡状態の中、ドビュッシーの「バルコン（露台）」（歌曲集「シャルル・ボードレールの5つの詩」から第1曲）を口遊んでいたという。
環の死去を受けて、5月28日に最初の入院先だった大東学園病院の母体である大東学園の講堂で告別式が行われたのち、6月7日には日比谷公会堂にて音楽葬が盛大に営まれ、かつて世界三大「蝶々夫人」歌手の一人であるジェラルディン・ファーラーや、共演者の一人であるテノール歌手のジョヴァンニ・マルティネッリから追悼メッセージが寄せられた。環の亡骸は、生前に残した「富士山の見える湖畔で母と共に眠りたい」という遺言に基づき、前年に亡くなった母・登波と共に山中湖東岸に近い平野部に所在する寿徳寺に葬られている。その裏手に建立された墓碑には「うたひめはつよき愛国心持たざれば 真の芸術家とはなり得まじ」と実筆の詩が刻まれている。

## 人物・エピソード

長崎県長崎市のグラバー園にある「蝶々夫人」環の像
（2010年9月3日撮影）

大正時代に欧米各地で上演されたように「蝶々夫人」が環の代表作、かつ「蝶々さん」が当たり役で、その正統的・模範的な演技は国内外で現在でも高く評価されている。幼少期に日舞を学んでいたこともあり、美しく自然な所作によって成功を掴むことが出来たと言われている。その名声ゆえに、エンリコ・カルーソー、ヤン・パデレフスキといった著名な芸術家とも共演している。環が「蝶々さん」に扮した姿の銅像は、ジャコモ・プッチーニの銅像と共に長崎県長崎市のグラバー園に建っている。
トッレ・デル・ラーゴのプッチーニ博物館（晩年の家）の歌手の写真を集めた一角には、日本語で「親愛なるジヤコモ・プチニ先生へ」と書かれたサイン付きの環の写真が展示されているほか、ローマ歌劇場にも歴代のプリマドンナと並んで環の写真が展示されている。
著名な門弟に原信子・長坂好子・柳兼子・鈴木乃婦・関屋敏子・小林千代子・由利あけみ・山口淑子がいる。イギリスではヘンリー・ウッド、アデリーナ・パッティ、濱田耕作、穂積重遠、野上俊夫、曾我廼家五郎の妻・雪、井上勝之助夫妻らと交流があったほか、アメリカではエルネスティーネ・シューマン＝ハインク、カール・ムック、ニュートン・ディール・ベイカー一家、エンリコ・カルーソーらと交流を持ち、15年間の滞米中にウッドロウ・ウィルソン、ウォレン・ハーディング、カルビン・クーリッジと三代の大統領の前で歌う機会に恵まれた。
環の元夫と噂された新聞記者の千葉秀甫（秀浦）は、環の帝国劇場出演に関して環が世話になった人物で、環に結婚を迫ってシンガポールやドイツまで環を追いかけたとされる。千葉は語学が得意で翻訳書などの著書があるほか、渡欧後はスライドを見せながら日本の文化を紹介する講演会で各地を回り、1914年（大正3年）に勃発した第一次世界大戦でスイスに逃れた後、落ちぶれてローザンヌで亡くなったという（ウィーンで客死とも言われる）。また、千葉は「座光寺秀次郎（天卿）」の名で書生芝居の役者だったこともあり、明治の女性落語家である若柳燕嬢の元夫でもあった。

## 著書
- 『世界のオペラ』共益商社、1912年5月。 NCID BA31820818。全国書誌番号:40073049。
- 『わが芸術の道』世界創造社〈スメラ民文庫〉、1942年10月。全国書誌番号:44062767。
- 吉本明光 編『お蝶夫人』右文社、1947年5月。 NCID BN07090197。全国書誌番号:46023434。
  - 吉本明光 編『お蝶夫人 伝記・三浦環』大空社〈伝記叢書 204〉、1996年4月。ISBN 9784872365030。 NCID BN14386524。全国書誌番号:97026638。
  - 吉本明光 編『三浦環 お蝶夫人』日本図書センター〈人間の記録 27〉、1997年6月。ISBN 9784820542681。 NCID BA31803819。全国書誌番号:98020745。

### 翻訳
- ダビット・ベラスコ原作『歌劇 お蝶夫人』ルイージ・イッリカ、ジュゼッペ・ジャコーザ脚色、三浦環事務所、1937年。 NCID BA4701564X。全国書誌番号:44055388。
- ダビット・ベラスコ『歌劇 お蝶夫人』音楽世界社、1937年。全国書誌番号:47034741。

## 関連書籍
- 吉本明光『三浦環のお蝶夫人』音楽之友社〈音楽文庫 91〉、1955年7月。
- 大林清『三浦環 永遠の歌姫』花房英樹絵、ポプラ社〈偉人伝文庫 93〉、1956年。
- 高橋巌夫『永遠の蝶々夫人三浦環』春秋社、1995年7月。ISBN 9784393934333。
- 田辺久之『考証三浦環』近代文藝社、1995年7月。ISBN 9784773343700。
  - 田辺久之『考証三浦環』（増補改訂版）田辺久之、2018年4月。ISBN 9784901580403。
  - 田辺久之『考証三浦環』（新版）幻冬舎メディアコンサルティング、2020年10月。ISBN 9784344930544。
- 大石みちこ『奇跡のプリマ・ドンナ オペラ歌手・三浦環の「声」を求めて』KADOKAWA、2022年10月。ISBN 9784046056221。

## フィクションにおける三浦環
小説
- 瀬戸内晴美『お蝶夫人 小説三浦環』講談社 1969 のち文庫

映画
- わが愛の譜 滝廉太郎物語（1993年 演：佐藤しのぶ） - 「柴田環」として登場。

舞台
- 劇団静岡県史『マダム・バタフライ～三浦環ものがたり～』（2022年3月 菊川文化会館アエル）

テレビドラマ
- 坂の上の雲 第2部（2010年 演：松田珠希）-「柴田環」として登場。
- 蝶々さん〜最後の武士の娘〜（2011年 演：佐藤康子）
- エール（2020年 演：柴咲コウ[32]） - 「双浦環」として登場。

ラジオドラマ
- 忘れえぬ人々 川上貞奴（1952年 演：小夜福子）

## 参考書籍
- New Grove Dictionary of Opera Vol.3, NY: Macmillan 1972.
- Michael Scott, The Record of Singing, Vol.2 1914-1925, London: Duckworth 1979.